# كينت ولز
كينت ولز (بالإنجليزية: Kent Wells)‏ هو لاعب كرة قدم أمريكية أمريكي، ولد في 25 يوليو 1967 في لنكن في الولايات المتحدة.

## وصلات خارجية
- كينت ولز على موقع مرجع كرة القدم المحترفة.كوم (الإنجليزية)
- كينت ولز على موقع JustSportsStats.com (الإنجليزية)